# NGC 3526
NGC 3526 (другие обозначения — NGC 3531, IRAS11043+0726, UGC 6167, KARA 464, MCG 1-28-39, ZWG 38.129, PGC 33635) — спиральная галактика (Sc) в созвездии Лев.
Этот объект занесён в новый общий каталог несколько раз, с обозначениями NGC 3526, NGC 3531.
Этот объект входит в число перечисленных в оригинальной редакции «Нового общего каталога».
В галактике вспыхнула сверхновая SN 1995H типа II. Её пиковая видимая звёздная величина составила 16.